# Désir inassouvi
Pour plus de détails, voir Fiche technique et Distribution.
Désir inassouvi (果しなき欲望, Hateshinaki yokubō) est un film japonais réalisé par Shōhei Imamura, sorti en 1958.

## Synopsis
Quatre hommes se rencontrent à la sortie d'une gare. Ils ont rendez-vous avec un mystérieux lieutenant afin de récupérer un trésor enfoui sous une ville japonaise...

## Fiche technique
- Titre : Désir inassouvi
- Titre original : 果しなき欲望 (Hateshinaki yokubō?)
- Réalisation : Shōhei Imamura
- Scénario : Toshirō Suzuki et Shōhei Imamura, d'après un roman de Shinji Fujiwara (ja)
- Photographie : Shinsaku Himeda (ja)
- Montage : Mutsuo Tanji
- Décors : Kimihiko Nakamura
- Musique : Toshirō Mayuzumi
- Société de production : Nikkatsu
- Pays d'origine :  Japon
- Langue originale : japonais
- Format : noir et blanc - 2,35:1 - Mono
- Genre : Comédie dramatique
- Durée : 101 minutes
- Date de sortie : Japon : 18 novembre 1958[1]

## Distribution
- Hiroyuki Nagato
- Sanae Nakahara (ja)
- Misako Watanabe
- Kō Nishimura
- Shōichi Ozawa
- Takeshi Katō
- Ichirō Sugai
- Taiji Tonoyama
- Shin'ichi Yanagisawa (ja)

## Récompenses
Sauf indication contraire, les informations mentionnées dans cette section peuvent être confirmées par la base de données cinématographiques IMDb,  présente dans la section « Liens externes ».
- 1959 : Blue Ribbon Award du meilleur nouveau réalisateur pour Shōhei Imamura et de la meilleure actrice dans un second rôle pour Misako Watanabe[2]